# Лајош Чаки
Људевит Лајош Чаки (Нови Сад, 6. март 1869 — Лепоглава, 19. јун 1936) био је ткачки радник, комунистички револуционар и учесник Видовданског атентата на краља Александра I Карађорђевића.

## Биографија
Рођен је 1869. године у Новом Саду. Син је Шандора Чакија и Лидије Варшањи. После завршене основне школе, изучио ткачки занат и радио као радник по многим местима Аустроугарске монархије.
Као млади радник приступио је у радничком покрету, током 1890-их и био члан Синдиката пољопривредних радника. Касније је ступио и у Социјалдемократску партију, а 1911. године је био изабран из за члана партијског комитета. Био је веома активан у раду синдиката и имао велики утицај на раднике, био је организатор радничких приредби и излета.
У току Првог светског рата, крајем 1916. године успео је да побегне из Аустроугарске војске, у коју је био мобилисан. Једно време после дезертирања крио се по Пешти, а потом у Новом Саду и његовој околини. После завршетка рата и стварања Краљевине Срба, Хрвата и Словенаца, дошло је до уједињења радничких и социјалистичких партија и априла 1919. године је формирана Социјалистичка радничка партија Југославије, која је касније постала Комунистичка партија Југославије (КПЈ). Лајош је био њен члан од оснивања.
Крајем 1919. године је био изабран за члана Већа Синдиката пољопривредних радника у Новом Саду. Овај синдикат деловао је поред још шест струковних синдиката у Војводини и окупљао је поред пољопривредних радника, све радније који нису припадали струковним синдикатима. У току 1920. године био је изабран за председника Одбора синдиката пољопривредних радника. Био је један од утицајнихиј синдикалних функционера у Војводини. Током 1919. године био је организатор многих протестних зборова, као и генералног штрајка радника Војводине против интервенције војске Краљевине СХС у Мађарској, за време Револуције Бела Куна.
Као револуционар Лајош је био незадовољан одлукама руководства партије, после доношења „Обзнане“, па је приступио групи „Пелагићеваца“, која се залагала за пролетерску револуцију. Један део ове организације, предвођен Спасојем Стејићем Баћом сматрао је да што пре треба отпочети са атентатима на високе државне руководиоце. Он је 29. јуна 1921. године у Београду извршио неуспели „Видовдански атентат“ на регента Александра, после чега је ухапшен, а убрзо потом и већи део чланова његове групе, међу којима и Лајош Чаки.
Одмах по хапшењу у Новом Саду, 30. јуна Лајош је пребачен у Београд у затвор „Главњачу“. У затвору је био страховито мучен, а ухапшени су били чак и његова супруга Ева и двојица синова. Иако није имао никакве везе са атентатом, на Видовданском процесу, фебруара 1922. године је био осуђен на двадесет година затвора. Затворску казну је издржавао најпре у затвору у Сремској Митровици, где је пуних седам година провео окован у самици.
Године 1927. због учешћа у петнаестодневном штрајку глађу, током којег су политички затвореници тражили боље услове живота, био је поново изведен пред суд и осуђен, као један од организатора штрајка. Фебруара 1930. године, заједно са Мошом Пијаде, Петром Грубором и Костом Чипчићем је пребачен у затвору Лепоглави. Почетком 1931. године учествовао је у затворском штрајку у Лепоглави, а крајем јула и у шеснаестодневном штрајку глађу. Ови штрајкови вођени су за добијање бољих услова живота и рада у затворима. Штрајкови глађу веома су лоше утицали на његово здравље, нарушено дугогодишњим робијањем, али и поред инсистирања других затвореника да у њима не учествује, он је инсистирао да учествује и није желео да буде штрајкбејкер.
По доласку у затвор у Лепоглави, фебруара 1930. године, упознао се и дружио са Јосипом Брозом Титом, све до његовог премештања у затвор у Марибор, маја исте године. Такође током робијања упознао је многе познате револуционаре који су били на робији - Мошу Пијаде, Златка Шнајдера, Саломона Левија, Радета Вујовића, Отокара Кершованија, Ђуру Пуцара и др.
Његово здравствено стање, услед дугогодишњег тешког робијања, било је знатно погоршано. Био је оболео од туберкулозе, а касније му се одузела читава лева страна тела. И поред тога био је и даље окован. Од повреда задобијених од стране затворских чувара, умро је јуна 1936. године, не дочекавши да изађе на слободу.
Једна основна школа у Бачкој Тополи носи име по овом комунистичком револуционару.
У Новом Саду биста Чакија Лајоша откривена је 1961. на скверу у улици Максима Горког, која је понела име и његово име.  Према књизи Војислава Пушкара Јавни споменици: културна и историјска спомен-обележја у новосадској општини то је попрсје од бронзе77/62 цм на постаменту од црног мермера 156/63 цм, рад вајарке Радмиле Граовац. Чину откривања присуствала је породица, син Пал, његова супруга, ћерке и зетови. Данас се на месту бисте налази спомен биста Ференца Фехерија по коме је овај трг преименован.
Биста је уклоњена 90-тих година прошлог века, као и спомен плоча која се налазила на кући у Словачкој улици 20, где је живео у Новом Саду.
Према непровереним подацима сахрањен је у Новом Саду на Евангелистичко-реформаторском гробљу.